# The Beginning
The Beginning er det 6. studiealbum fra den amerikanske hip hop gruppe Black Eyed Peas. Albummet udkom 26. november 2010 af Universal Music. Den først single, "The Time (Dirty Bit)", udkom 9. november 2010. Albummet nåede op på en 6. plads på "Billboards top 200 chart", med 119,000 solgte eksemplarer i USA den første uge.

## Tracklist
| Nummer | Navn                       |
| ------ | -------------------------- |
| 1.     | The Time (Dirty Bit)       |
| 2.     | Light Up the Night         |
| 3.     | Love You Long Time         |
| 4.     | XOXOXO                     |
| 5.     | Someday                    |
| 6.     | Whenever                   |
| 7.     | Fashion Beats              |
| 8.     | Don't Stop the Party       |
| 9.     | Do It Like This            |
| 10.    | The Best One Yet (The Boy) |
| 11.    | Just Can't Get Enough      |
| 12.    | Play It Loud               |